# Malé laguny
Malé laguny jsou přírodní památka ev. č. 3419 poblíž města Přerov v okrese Přerov. Oblast spravuje Agentura ochrany přírody a krajiny ČR. Důvodem ochrany je vodní a mokřadní biotop v příměstské krajině, refugium vzácných a zvláště chráněných druhů živočichů.